# 奧澤爾西克 (杜布羅維察區)
51°43′18″N 26°25′7″E / 51.72167°N 26.41861°E
奧澤爾西克（烏克蘭語：Озерськ），是烏克蘭西北部的村莊，隸屬里夫內州的薩爾內區。該村始建於1577年，面積0.64平方公里，海拔高度145米，2001年人口614，人口密度每平方公里959.4人。